# Alfred Garneau
Alfred Garneau (* 20. Dezember 1836 in Québec; † 3. März 1904 in Montreal) war ein kanadischer Lyriker und Rechtsanwalt.

## Leben
Garneau war der älteste Sohn des berühmten kanadischen Historikers François-Xavier Garneau. Er besuchte das Petit Séminaire de Québec und studierte Jura an der Universität Laval. 1860 wurde er als Rechtsanwalt zugelassen. 1861 trat er in den Civil Service of Canada ein. Er arbeitete dann als Übersetzer, ab 1866 als Chefübersetzer für Französisch des Senats von Kanada. Diese Position hatte er bis zu seinem Tod inne.
Zu Lebzeiten veröffentlichte Garneau nur zwischen 1863 und 1866 einige Gedichte in Le Foyer Canadien und anderen Zeitschriften. Außerdem gab er die vierte Auflage des Hauptwerkes seines Vaters, Histoire du Canada, erweitert um die Erinnerungen Pierre-Joseph-Olivier Chauveaus an den Historiker, heraus. Seine Gedichte veröffentlichte sein Sohn Hector Garneau 1906 in dem Band Poésies im Verlag Beauchemin. Der Schriftsteller Hector de Saint-Denys Garneau war Alfred Garneaus Enkel.